# Rivista di filologia e di istruzione classica
Rivista di filologia e di istruzione classica è una rivista letteraria di studi classico-filologici dedicati al mondo greco-latino. 

## Storia
La rivista nacque nel 1872 presso la Loescher di Torino, casa editrice che ebbe il pregio di fondare negli stessi anni anche l'"Archivio glottologico italiano". Dal 1945 al 1949 si è chiamata Rivista di Filologia Classica. Dal 1951 è iniziata una nuova serie e dal 1963 una terza serie.

## Elenco storico dei direttori
- 1873: Domenico Pezzi (Torino, 1844-1905) e Giuseppe Müller (Joseph, nato a Brünn nel 1823, laureato a Vienna, trasferito in Italia per insegnare, vi rimase fino al 1895)
- 1874-76: Domenico Comparetti, Giuseppe Müller, Giovanni Flechia e Giovanni Maria Bertini (Pancalieri, 1818 - Torino, 1876)
- 1877-92: Domenico Comparetti, Giuseppe Müller e Giovanni Flechia
- 1893-94: Domenico Comparetti e Giuseppe Müller
- 1895-96: Domenico Comparetti, Felice Ramorino e Girolamo Vitelli
- 1897-1922: Ettore Stampini (Fenestrelle, 1855 - Roma 1930)
- 1923-57: Gaetano De Sanctis e Augusto Rostagni
- 1957-61: Augusto Rostagni
- 1962-66: Carlo Gallavotti
- 1967-79: Antonio Maddalena (Adria, 1913 - Torino, 1979)
- 1980-99: Scevola Mariotti
- 2000-08: Leopoldo Gamberale
- 2009-: Franco Montanari